# Khartum (stato)
Khartum (anche detto Al Khartum) è uno dei quindici wilayat o stati del Sudan. Ha una superficie di 22.122 km quadrati e una popolazione stimata di 7.687.547 ab (2017). 
Khartum è la capitale nazionale del Sudan, e la capitale dello Stato di Khartum. Altre città importanti sono Omdurman e Al Khartum Bahrī.